# Alcippe hueti
La fulveta de Huet (Alcippe hueti) es una especie de ave paseriforme de la familia Pellorneidae endémica del sudeste de China.